# Godine nestvarne
Godine nestvarne är debut-studioalbumet från den kroatiska sångerskan Nina Badrić. Albumet släpptes år 1995. Albumet innehåller 13 låtar. Tre av låtarna är på engelska. Detta är Badrićs enda album där alla låtar är mixade vilket innebär att det är hennes enda album med elektronisk musik och inriktning på danspop snarare än den popmusik som finns på hennes kommande album. De enda låtar som det finns två mixar av är "Istina" och "Godine nestvarne".

## Låtlista
| Nr  | Titel               | Längd |
| --- | ------------------- | ----- |
| 1.  | Godine nestvarne    | 6:13  |
| 2.  | Još Uvijek sam tu   | 5:41  |
| 3.  | Meni bi htio        | 5:25  |
| 4.  | Jumpin' Down        | 5:35  |
| 5.  | Take Me Higher      | 5:13  |
| 6.  | Istina              | 5:49  |
| 7.  | I ponekad kada      | 6:13  |
| 8.  | Hear That Sound     | 5:24  |
| 9.  | Samo tvoja sam bila | 5:34  |
| 10. | Da li ikada         | 5:50  |
| 11. | Odlaziš zauvijek    | 4:48  |
| 12. | Istina              | 3:11  |
| 13. | Godine nestvarne    | 6:37  |